# یواس‌اس اس-۲۹ (اس‌اس-۱۳۴)
یواس‌اس اس-۲۹ (اس‌اس-۱۳۴) (به انگلیسی: USS S-29 (SS-134)) یک زیردریایی بود که طول آن ۲۱۹ فوت ۳ اینچ (۶۶٫۸۳ متر) بود. این زیردریایی در سال ۱۹۲۲ ساخته شد.